# وویسلاویتسه
وویسلاویتسه (به چکی: Vojslavice) یک منطقهٔ مسکونی در جمهوری چک است که در شهرستان پلهرژیموف واقع شده‌است.
 وویسلاویتسه ۴٫۸۲ کیلومتر مربع مساحت و ۸۹ نفر جمعیت دارد و ۴۲۸ متر بالاتر از سطح دریا واقع شده‌است.